# 珍妮山
65°4′S 64°1′W / 65.067°S 64.017°W
珍妮山是南極洲的山峰，位於威廉群島的布斯島，處於居埃居昂山西北面0.5公里，海拔高度195米，該山峰現時由南極條約體系管理。